# Mustang Bass
El Fender Mustang Bass es un bajo eléctrico fabricado por la compañía Fender. Apareció en 1966 y fue el último diseño original de Leo Fender antes de salir de la compañía en 1970.

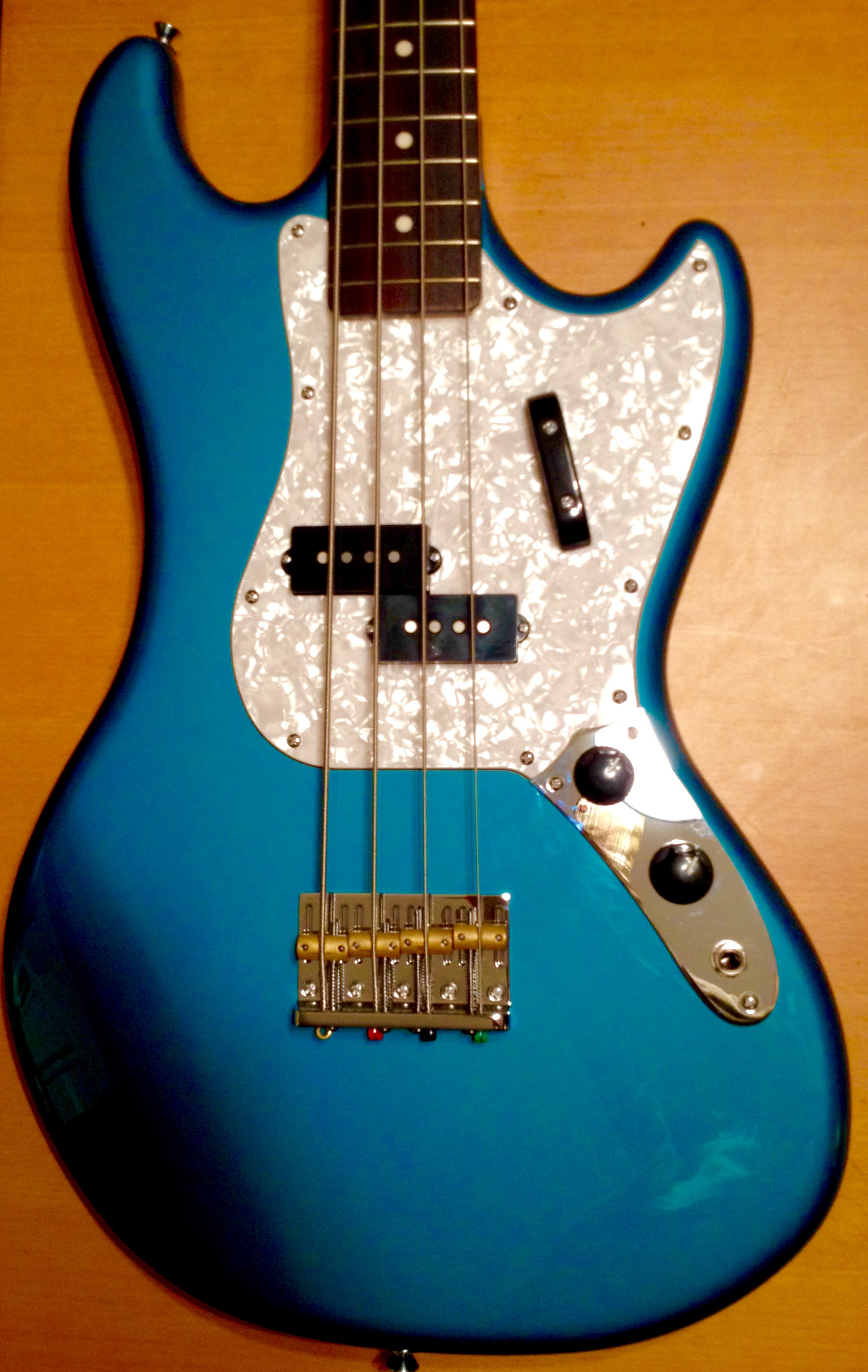
Fender Mustang bass, con electrónica de Fender Precision Bass

El bajo tiene un cuerpo idéntico a la guitarra Mustang y con una medida de 30" de corta escala. Gracias a estas características, el Mustang Bass se hizo muy popular entre los músicos novatos y bajistas profesionales que gustan de la comodidad de un bajo más pequeño. 
La electrónica es similar a la de un Fender Precision Bass, con una pastilla separada en dos pequeños segmentos con cuatro imanes cada una (una semi-pastilla cada dos cuerdas) y además tiene un control de tono y uno de volumen.
Además existen otras variaciones como el Musicmaster Bass y el Bronco Bass. La subsidiaria Squier también lanzó un Musicmaster Bass que más tarde se reemplazaría por el Bronco Bass.